# Выборы в Думу Чукотского автономного округа (2016)
Выборы депутатов Думы Чукотского автономного округа шестого созыва состоялись в Чукотском автономном округе 18 сентября 2016 года в единый день голосования, одновременно с выборами в Государственную думу РФ. Выборы прошли по смешанной избирательной системе: из 15 депутатов 9 были избраны по партийным спискам (пропорциональная система), другие 6 — по трёхмандатным округам (мажоритарная система). Для попадания в думу по пропорциональной системе партиям необходимо преодолеть 5%-й барьер. Срок полномочий депутатов — пять лет.
На 1 июля 2016 года в автономном округе было зарегистрировано 34 367 избирателей. Явка составила 62,9 %.

## Ключевые даты
- 12 мая Избирательная комиссия Чукотского автономного округа утвердила календарный план мероприятий по подготовке и проведению выборов.[2]
- 14 июня Дума Чукотского автономного округа назначила выборы на 18 сентября 2016 года (единый день голосования).[3]
  - 14 июня постановление о назначении выборов было опубликовано в СМИ.
- с 15 июня по 20 июля — период выдвижения кандидатов и списков.[2]
  - агитационный период начинается со дня выдвижения и заканчивается и прекращается за одни сутки до дня голосования.[2]
- с 29 июня по 3 августа — период представления документов для регистрации кандидатов и списков.[2]
- с 20 августа по 16 сентября — период агитации в СМИ.[2]
- 17 сентября — день тишины.[2]
- 18 сентября — день голосования.

## Участники

### Выборы по партийным спискам
По единому округу партии выдвигали списки кандидатов. Для регистрации выдвигаемого списка партиям требовалось собрать от 172 до 189 подписей (0,5 % от числа избирателей).
| 1                                                                                      | Единая Россия                                   | Роман Копин • Арамаис Даллакян • Анатолий Тынеру        | 15 | зарегистрирован |
| 2                                                                                      | Справедливая Россия                             | Елена Половодова • Антон Лобанов • Евгений Подлесный    | 9  | зарегистрирован |
| 3                                                                                      | Коммунистическая партия Российской Федерации    | Владимир Гальцов • Юлия Гецман • Александр Бобков       | 8  | зарегистрирован |
| 4                                                                                      | ЛДПР — Либерально-демократическая партия России | Владимир Жириновский • Юлия Бутакова • Оксана Британова | 16 | зарегистрирован |
| *Без учёта выбывших кандидатов. Общее число кандидатов должно быть от 9 до 16 человек. |                                                 |                                                         |    |                 |

### Выборы по округам
По 2 трёхмандатным округам кандидаты выдвигались как партиями, так и путём самовыдвижения. Кандидатам требовалось собрать 3 % подписей от числа избирателей соответствующего трёхмандатного округа.
| Партия | Партия                                          | Кандидатов | Кандидатов       |
| Партия | Партия                                          | Выдвинуто  | Зарегистрировано |
| ------ | ----------------------------------------------- | ---------- | ---------------- |
|        | Единая Россия                                   | 6          | 6                |
|        | Коммунистическая партия Российской Федерации    | 2          | 2                |
|        | ЛДПР — Либерально-демократическая партия России | 2          | 2                |
|        | Справедливая Россия                             | 2          | 1                |
|        | Самовыдвижение                                  | 4          | 1                |
| Всего  | Всего                                           | 16         | 12               |

| № | Округ     | Состав                                                                                            | Избирателей |
| - | --------- | ------------------------------------------------------------------------------------------------- | ----------- |
| 1 | Восточный | городской округ Анадырь, городской округ Эгвекинот, Провиденский городской округ, Чукотский район | 17 845      |
| 2 | Западный  | Анадырский район, Билибинский район, городской округ Певек                                        | 16 877      |

## Результаты
| Место                      | Место                      | Партия                     | по окружным спискам | по окружным спискам | по окружным спискам | по трёх- мандатным округам | всего         | всего   |
| Место                      | Место                      | Партия                     | Голоса              | %                   | Получено мест       | Получено мест              | Получено мест | %       |
| -------------------------- | -------------------------- | -------------------------- | ------------------- | ------------------- | ------------------- | -------------------------- | ------------- | ------- |
|                            | 1.                         | «Единая Россия»            | 11 392              | 61,66 %             | 4                   | 6                          | 10            | 52,63 % |
|                            | 2.                         | ЛДПР                       | 3636                | 19,68 %             | 2                   | 0                          | 2             | 10,53 % |
|                            | 3.                         | КПРФ                       | 1624                | 8,79 %              | 2                   | 0                          | 2             | 10,53 % |
|                            | 4.                         | «Справедливая Россия»      | 1005                | 5,44 %              | 1                   | 0                          | 1             | 5,26 %  |
|                            |                            |                            |                     |                     |                     |                            |               |         |
|                            |                            | Самовыдвижение             | —                   | —                   | —                   | 0                          | 0             | 0 %     |
| Недействительные бюллетени | Недействительные бюллетени | Недействительные бюллетени | 819                 | 4,43 %              |                     |                            |               |         |
| Всего                      | Всего                      | Всего                      | 18 476              | 100 %               | 9                   | 6                          | 15            | 100 %   |